# Broch von Feranach

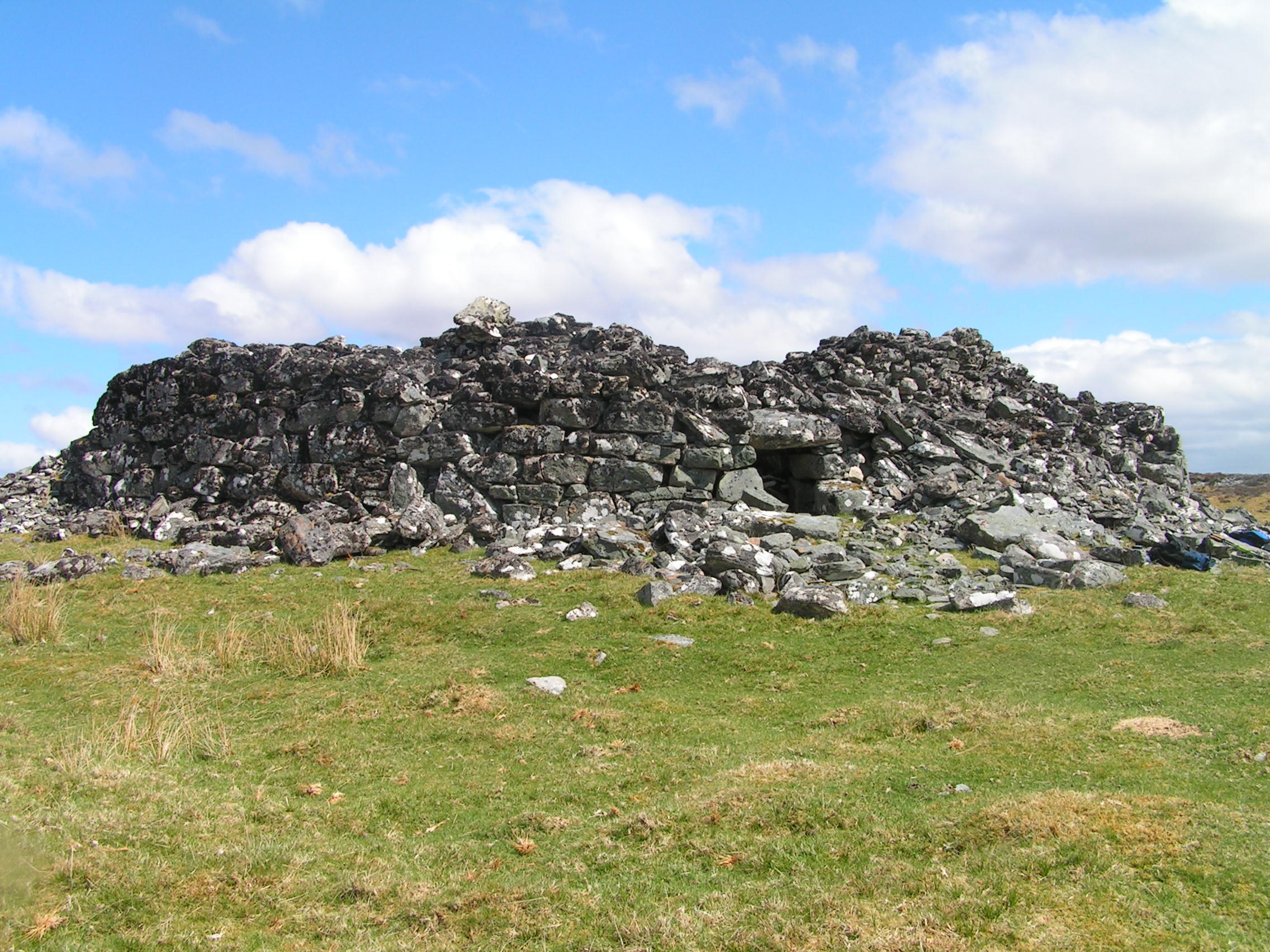
Broch von Feranach

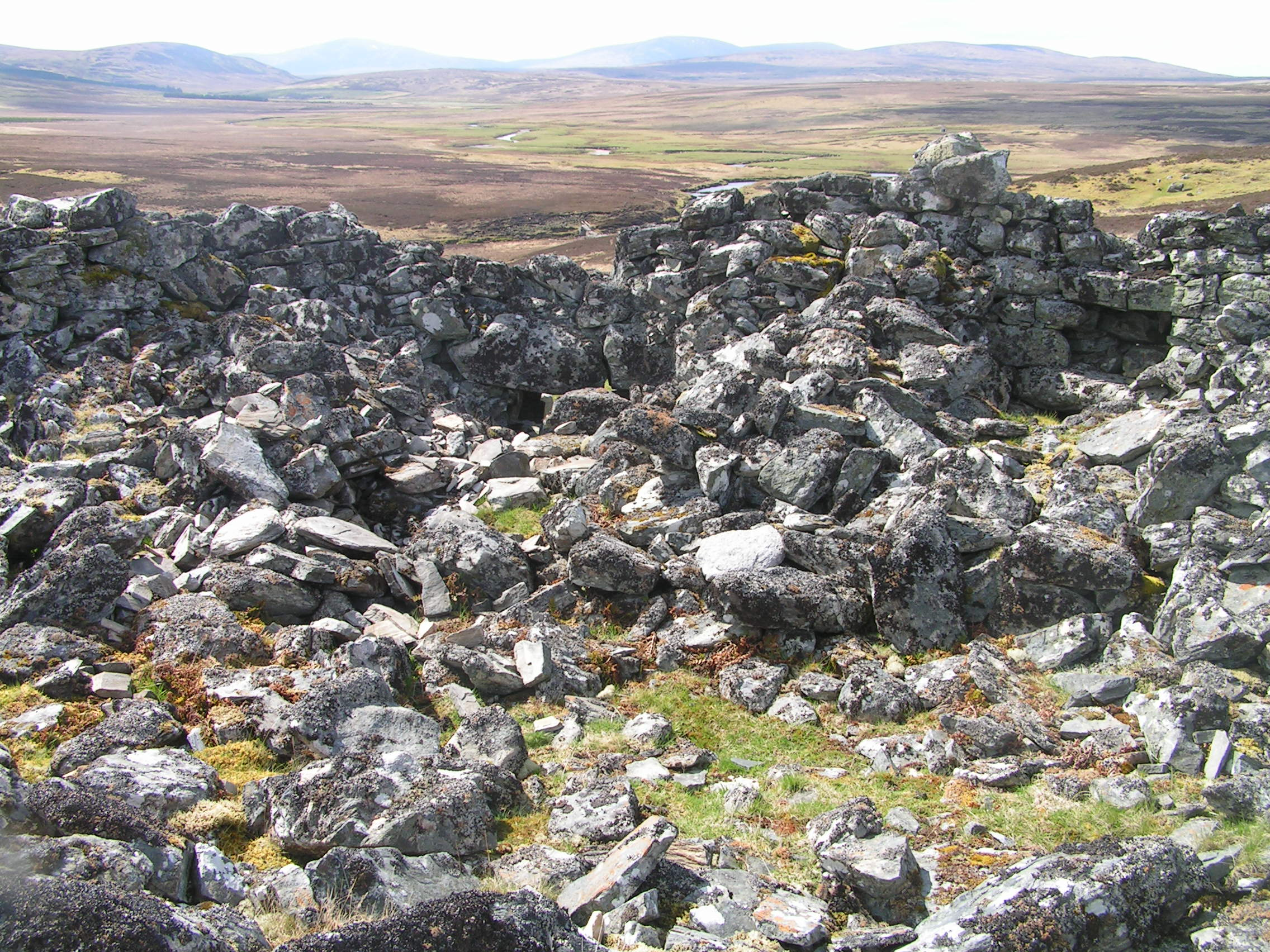
Innenstruktur

Der Broch von Feranach liegt am nördlichen Ufer des Abhainn na Frithe bei Kildonan in Sutherland in Schottland.
Die mehrere Meter hohe Brochruine liegt etwa 3,2 km nördlich des Flusses Helmsdale. Sie ist in vergleichsweise gutem Zustand und hat einen ungewöhnlich komplexen Maueraufbau. Der Außendurchmesser beträgt 19,3 m, der innere etwa 11,0 m. Der noch gedeckter Zugang im Westen, besteht aus einem bis zu 1,19 m breiten, mittig für den Türanschlag aufgeweitetem Gang und einer 1,83 m langen und 1,53 m breiten Wächterzelle (englisch guard-cell).
Von der steinübersäten Hauptkammer aus gehen fünf Zugänge in Wandnischen, deren größte als Galerie für das im Uhrzeigersinn verlaufende Treppenhaus klassifiziert werden kann. Es gibt keine sichtbaren Reste von Nebengebäuden um den auch als Atlantic Roundhouse bezeichneten Broch.